# Bryum gynostomoides
Bryum gynostomoides är en bladmossart som beskrevs av Palisot de Beauvois 1805. Bryum gynostomoides ingår i släktet bryummossor, och familjen Bryaceae. Inga underarter finns listade i Catalogue of Life.